# جامعة جورج واشنطن
جامعة جورج واشنطن (بالإنجليزية: George Washington University)، (وتُعرف اختصارًا بـ GW أو GWU) هي جامعة بحثية خاصة ذات ميثاق اتحادي، تقع في واشنطن العاصمة، الولايات المتحدة الأمريكية. تأسست الجامعة في عام 1821 تحت اسم كلية كولومبيان، وذلك بموجب ميثاق صادر عن الكونغرس الأمريكي، مما يجعلها أول جامعة تُؤسس ضمن نطاق سلطة العاصمة واشنطن. كما تُعد واحدة من ست جامعات في البلاد تحمل ميثاقًا اتحاديًا.
تُصنف جامعة جورج واشنطن ضمن فئة "جامعات الدكتوراه – نشاط بحثي مرتفع جدًا" (R1)، وفقًا لتصنيف مؤسسات التعليم العالي في الولايات المتحدة، وهي عضو في رابطة الجامعات الأمريكية، وهي منظمة تضم نخبة من الجامعات البحثية في أمريكا الشمالية.
تقدم الجامعة برامج دراسات عليا وبكالوريوس في 71 تخصصًا أكاديميًا، ويبلغ عدد طلبتها حوالي 11,500 طالب جامعي و15,000 طالب دراسات عليا. تُشارك فرق الجامعة الرياضية المعروفة باسم "ثوار جورج واشنطن" في منافسات الدرجة الأولى من الرابطة الوطنية لرياضة الجامعات ضمن مؤتمر الأطلسي 10. تستضيف الجامعة سنويًا العديد من الفعاليات السياسية الدولية، من أبرزها الاجتماعات السنوية لمجموعة البنك الدولي وصندوق النقد الدولي.
شغل عدد من الشخصيات البارزة عضوية مجلس أمناء الجامعة، من بينهم رئيسا الولايات المتحدة جون كوينسي آدامز وأوليسيس غرانت، إضافة إلى المخترع ألكسندر غراهام بيل. كما تضم الجامعة أكثر من 1,100 خريج نشط في السلك الدبلوماسي الأمريكي، مما يجعلها واحدة من أكبر المؤسسات الموردة للكوادر الدبلوماسية في البلاد.
وفي العام الأكاديمي 2023–2024، بلغت قيمة التمويل الخارجي المخصص للبحوث في الجامعة حوالي 227 مليون دولار أمريكي.

## تاريخ الجامعة
فضل الرئيس الأول للولايات المتحدة، جورج واشنطن، منذ فترة طويلة إنشاء جامعة في عاصمة الولايات المتحدة. كتب إلى الكونجرس الأمريكي وآخرين لصالحها، وأدرج وصية في وصيته الأخيرة، على الرغم من أن الأسهم فقدت قيمتها ولم تستفد منها أي مؤسسة تعليمية.

## كليات ومعاهد الجامعة
تمتلك جامعة جورج واشنطن ثلاثة أحرم جامعية متكاملة في منطقة العاصمة. هذه هي حرم فوجي بوتوم الجامعي، وحرم ماونت فيرنون الجامعي، وحرم فيرجينيا للعلوم والتكنولوجيا. يضم Foggy Bottom Campus الغالبية العظمى من البرامج الأكاديمية. توجد قاعات الإقامة في حرمي Foggy Bottom و Mount Vernon.

## الاكاديميات
جورج واشنطن هي أكبر مؤسسة للتعليم العالي في واشنطن العاصمة. هناك ما يقرب من 10000 طالب جامعي بدوام كامل يدرسون في جامعة جورج واشنطن، و 14000 طالب دراسات عليا.

## الخريجون
تخرج من الجامعة عديد الشخصيات المعروفة من أهمها
- ملك المغرب محمد السادس
- كولن باول
- هيثم العيني
- أنور محمد قرقاش
- أنور العولقي
- يسري الجمل
- طلال أرسلان
- غازي الياور
- أليك بالدوين
- جاكلين كينيدي
- كينت كونراد
- وليد أحمد فتيحي
- النجار إلتبير